# Cratere Elpenor
Elpenor è un cratere sulla superficie di Teti.